# La dea dell'amore
La dea dell'amore (Mighty Aphrodite) è un film del 1995 diretto da Woody Allen.

## Trama
Lenny Weinrib, giornalista sportivo, si lascia convincere dalla moglie Amanda, che intende aprire una galleria d'arte, ad adottare un bambino. La coppia decide allora di adottare Max, un bambino che fu lasciato in un istituto dalla madre appena nato. Il piccolo cresce e diventa un ragazzino intelligentissimo; i genitori, invece, sono in piena crisi. Amanda trascura Lenny per il lavoro e ha una relazione con un gallerista. Lenny, resosi conto della grande intelligenza del bambino, decide di rintracciare la madre naturale e, con uno stratagemma, riesce a scoprire che si chiama Linda Ash (in arte Judy Orgasm) e che fa come lavoro la prostituta e l'attrice porno.
Lenny la avvicina e finisce per stringere con lei un rapporto d'amicizia senza alcuna implicazione sessuale. L'uomo infatti vorrebbe farle cambiare vita, ma i suoi sforzi sono inutili. Dopo aver convinto il protettore di Linda a non sfruttarla più, Lenny le fa conoscere Kevin, un giovane pugile poco intelligente e molto tradizionalista al quale non racconta il passato della ragazza. La relazione non funziona e quando Lenny, lasciato da Amanda che l'ha tradito col gallerista, va a trovare Linda per consolarla finisce per fare l'amore con lei.
Dopo un po' di tempo Lenny e Amanda tornano insieme, Linda invece trova un uomo di cui si innamora e lo sposa. Successivamente Lenny incontra Linda in un negozio di giocattoli e viene a conoscenza del fatto che lei ha cambiato lavoro ed è felicemente sposata. Linda ha avuto una figlia da Lenny, ma non glielo rivela. Anche Lenny non spiega a Linda che suo figlio è il neonato che la ragazza aveva abbandonato quando era rimasta incinta anni prima.

## Riconoscimenti
- 1996 - Premio Oscar
  - Miglior attrice non protagonista a Mira Sorvino
  - Nomination Migliore sceneggiatura originale a Woody Allen
- 1996 - Golden Globe
  - Migliore attrice non protagonista a Mira Sorvino
- 1996 - Screen Actors Guild Award
  - Nomination Miglior attrice non protagonista a Mira Sorvino
- 1996 - Premio BAFTA
  - Nomination Miglior attrice non protagonista a Mira Sorvino
- 1995 - National Board of Review Awards
  - Miglior attrice non protagonista a Mira Sorvino
- 1996 - David di Donatello
  - Nomination Miglior attore straniero a Woody Allen